# Ідальго (Техас)
Ідальго (англ. Hidalgo) — місто (англ. city) в США, в окрузі Ідальго штату Техас. Населення — 13 964 особи (2020).

## Географія
Ідальго розташоване за координатами 26°6′22″ пн. ш. 98°14′54″ зх. д. / 26.10611° пн. ш. 98.24833° зх. д. (26.106065, -98.248264).  За даними Бюро перепису населення США в 2010 році місто мало площу 17,27 км², з яких 16,95 км² — суходіл та 0,32 км² — водойми. В 2017 році площа становила 19,38 км², з яких 19,14 км² — суходіл та 0,24 км² — водойми.

## Демографія
Згідно з переписом 2010 року, у місті мешкало 11 198 осіб у 2787 домогосподарствах у складі 2531 родини. Густота населення становила 648 осіб/км².  Було 2959 помешкань (171/км²).
Расовий склад населення:
| - 94,0 % — білих - 0,2 % — чорних або афроамериканців - 0,1 % — корінних американців - 5,0 % — осіб інших рас |

До двох чи більше рас належало 0,7 %. Частка іспаномовних становила 98,4 % від усіх жителів.
За віковим діапазоном населення розподілялося таким чином: 36,8 % — особи молодші 18 років, 56,3 % — особи у віці 18—64 років, 6,9 % — особи у віці 65 років та старші. Медіана віку мешканця становила 26,7 року. На 100 осіб жіночої статі у місті припадало 89,6 чоловіків;  на 100 жінок у віці від 18 років та старших — 83,6 чоловіків також старших 18 років.
Середній дохід на одне домашнє господарство  становив 46 490 доларів США (медіана — 40 302), а середній дохід на одну сім'ю — 48 697 доларів (медіана — 43 281). Медіана доходів становила 34 162 долари для чоловіків та 24 423 долари для жінок. За межею бідності перебувало 30,2 % осіб, у тому числі 37,1 % дітей у віці до 18 років та 44,3 % осіб у віці 65 років та старших.
Цивільне працевлаштоване населення становило 4953 особи. Основні галузі зайнятості: освіта, охорона здоров'я та соціальна допомога — 25,9 %, роздрібна торгівля — 21,3 %, науковці, спеціалісти, менеджери — 8,1 %, транспорт — 8,0 %.